# Olaf Anders
Olaf Friedrich Eckehard Anders (* 3. Dezember 1944 in Gaffron) ist ein deutscher Mediziner.

## Leben
Olaf Anders wurde als Sohn von Friedrich Anders, der bis 1945 in Diensten des Reiches arbeitete und danach im Bergbau, sowie dessen Frau Gertrud Anders, geborene Hofmann, geboren. In Kamenz absolvierte er 1963 das Abitur. Von 1964 bis 1970 studierte er Humanmedizin an der Ernst-Moritz-Arndt-Universität Greifswald. Von 1970 bis 1975 war er Militärarzt. 1971 wurde er an der Universität Greifswald mit der Dissertationsschrift Das Verhalten der Blutglukose und der freien Fettsäuren nach Kohlenhydratbelastung unter besonderer Berücksichtigung des Lipidstoffwechsels an Hepatitis infektiosa erkrankten Kindern  zum Dr. med. promoviert.

## Wirken
Am Bezirkskrankenhaus Rostock Südstadt war Anders von 1976 bis 1979 im Bereich innere Medizin tätig. Anschließend fungierte er an der Klinik der Universität Rostock im Bereich der inneren Medizin in der Abteilung Hämatologie und Onkologie, seit 1989 als Oberarzt. 1988 habilitierte er sich an der Universität Rostock mit der Habilitationsschrift Hämostasestörungen bei der akuten Leukämie des Erwachsenen, hielt aber zunächst keine Vorlesungen, sondern arbeitete weiter am Klinikum. Von 1991 bis 1997 organisierte und leitete Anders die jährliche Weiterbildung zur Klinischen Hämostaseologie. Geschäftsführender Leiter der Abteilung Hämatologie und Onkologie am Universitätsklinikum war er 1992 bis 1994, die folgenden vier Jahre war er Mitglied des wissenschaftlichen Beirates der deutschen Hämophilie-Gesellschaft. Seit 1998 wird die jährliche Weiterbildung durch ein organisatorisches und wissenschaftliches Komitee geleitet, Anders sitzt dem Komitee bei.
Die Universität Rostock ernannte ihn schließlich 1997 zum außerplanmäßigen Professor. Dieses Amt und seine Arbeit im Universitätsklinikum übte er bis ins Jahr 2001 aus. Im folgenden Jahr trat er der Ethikkommission der Ärztekammer M—V und wurde Oberarzt an der Klinik für innere Medizin in Südstadt Rostock.
Anders ist ferner Mitglied der deutschen Gesellschaft für Thrombose- und Hämostaseforschung, der deutschen Gesellschaft für Hämatologie und Onkologie, der Gesellschaft der Internisten M-V und der Deutschen Hämophiliegesellschaft. Er beschäftigte sich mit Hereditäre und erworbene Störungen der Blutgerinnung, mit Hämorrhagische Diathesen, mit Pathophysiologie der Hämostasestörung bei Leukämien und Tumoren, mit thrombophilen Diathesen sowie mit immunvermittelten Störungen der Hämostase.

## Ehrungen
- 1989: Schilling-Preis der Gesellschaft für Hämatologie und Bluttransfusion der DDR